# 2004 DH64
2004 DH64 est un objet de la ceinture de Kuiper faisant partie des cubewanos.

## Caractéristiques
2004 DH64 mesure environ 200 kilomètres de diamètre.